# Zimmern ob Rottweil
Zimmern ob Rottweil – miejscowość i gmina  w Niemczech, w kraju związkowym Badenia-Wirtembergia, w rejencji Fryburg, w regionie Schwarzwald-Baar-Heuberg, w powiecie Rottweil, wchodzi w skład wspólnoty administracyjnej Rottweil. Leży ok. 2 km na zachód od Rottweil, przy autostradzie A81 i drodze krajowej B14.

## Urodzeni w Zimmern ob Rottweil
- Erwin Teufel – niemiecki polityk

## Współpraca
Miejscowość partnerska:
- Bärenburg – dzielnica Altenberga, Saksonia